# Evgeny Voronov
Evgeny Sergeyevich Voronov (em russo:  Евгений Сергеевич Воронов; Mineralnye Vody, 7 de maio de 1986) é um basquetebolista profissional russo. Atualmente joga na Liga Russa de Basquetebol Profissional pelo CSKA Moscou (basquetebol).